# Radio Italia Summer Hits 2025
Radio Italia Summer Hits 2025 è una compilation dell'emittente radiofonica Radio Italia, pubblicata il 27 giugno 2025 con doppia etichetta Solomusicaitaliana e Sony Music.

## Tracce

### CD 1
1. Achille Lauro – Amor
2. Elodie – Mi ami mi odi
3. Salmo – Cartine corte
4. Giorgia – L'unica
5. Fabri Fibra – Che gusto c'è (feat. Tredici Pietro)
6. Marracash – Lei
7. Tananai – Bella madonnina
8. The Kolors – Pronto come va
9. Blanco – Piangere a 90
10. Marco Mengoni – Sto bene al mare (feat. Sayf e Rkomi)
11. Rose Villain – Victoria's Secret (feat. Tony Effe)
12. Fedez e Clara – Scelte stupide
13. Noemi – Non sono io
14. Jovanotti – Occhi a cuore
15. Serena Brancale e Alessandra Amoroso – Serenata
16. Francesco Gabbani – Così come mi viene

### CD 2
1. Tiromancino – Mi rituffo nella notte
2. Alfa – A me mi piace (feat. Manu Chao)
3. Annalisa – Maschio
4. Lucio Corsi – Situazione complicata
5. Boomdabash e Loredana Bertè – Una stupida scusa
6. Rkomi – Dirti no
7. Ghali – Chill
8. Olly e Juli – Depresso fortunato
9. Pinguini Tattici Nucleari – Bottiglie vuote (feat. Max Pezzali)
10. Guè – Meravigliosa (feat. Stadio)
11. Ultimo – Bella davvero
12. Carl Brave – Perfect (feat. Sarah Toscano)
13. Cesare Cremonini ed Elisa – Nonostante tutto
14. Bresh – Umore marea
15. Coez – Ti manca l'aria
16. Gianna Nannini – Panorama
17. Rocco Hunt – Cosa ti amo a fare?